# Patrinia triloba
Patrinia triloba er en tæppedannende staude med en løs, opret til opstigende vækst. Den stammer fra Japan.

## Beskrivelse
Skuddene er lysegrønne (senere næsten røde) og glatte. Bladene er modsatte til kransstillede og trekoblede. Småbladene er smalt ægformede med dybt indskårne, grove tænder langs randen. Over- og underside er ensartet lysegrønne. Høstfarven er gul til orange, afhængig af vokseforholdene. 
Blomstringen sker sent: fra august til oktober. De enkelte blomster er klart gule og regelmæssige. De er samlet i små kvaste, der danner skærmlignede stande, der hæver sig over bladdækket. Frugterne modner ikke i Danmark.
Rodnettet består af et kraftigt system af trævlede jordstængler og rødder. Dertil kommer, at udløberne danner rødder på alle dele, der rører jorden.
Højde x bredde og årlig tilvækst: 0,30 x 1 m (30 x 15 cm/år), heri ikke medregnet udløbere.

## Hjemsted
Planten vokser i det centrale Japan (Honshu nær trægrænsen på alpine sætere. 
På Tagakushibjerget findes den på ur i ca. 1.800 m højde sammen med bl.a. Anemonopsis macrophylla, (Ranunkel-familien) Hjultræ og Tripterygium regelii (Benved-familien).